# Шала (роман)
Шала (чеш. Žert) је роман који је написао Милан Кундера (чеш. Milan Kundera) 5. децембра 1965. године. Публикована је тек 1967. године.

## О делу
Шала је први роман Милана Кундере кога је започео 1962. године, довршен је крајем 1965, а публикован 1967. године. На енглески је преведен 1969. године. Књига публикована у комунистичкој Чехословачкој није цензурисана, а објављена на западу је измењена и преуређена.
Кроз драму се провлаче три шале које су утицале на прави живот писца. Једна написана порука као шала о троцкизму је изазвала проблеме, избачен је из партије, али и са факултета. Војни рок је такође био последица исте шале, служио је 5 година војни рок у руднику. Та шала је дала окосницу даљег живота.
Друга шала је приватан живот у љубави кроз платонску везу са Луцијом.
Трећа шала је однос Лудвига, Павела и Хелене као велика иронична трагедија варања мужа који већ годинама не живи са својом супругом Хеленом.
Посебним Шалу чине с једне стране неограничена љубав и пријатељство, а са друге деликатна политичка тоталитарна уверења и веровања. 
Кундера на паметан начин, кроз судбине јунака, исмијава комунистичке рекламације. Он говори како су карактер и перцепције многих неискусних младића обликовани неким фиктивним, правим поступцима који потичу од правих комуниста; о томе како слепа срамота илузорних обећања о поштеном, претвара пријатеља тинејџера у чудног противника у зрелим годинама. Tоталитарни режим уништава пријатељства и љубав и потпуно мења животе свих људи, хтели то или не. Кроз причу ликова у књизи и њихових различитих гледишта, цела истина се открива постепено, читалац добија објашњења својих поступака и својих ликова ретроспективно, цео роман је изграђен чудесно, занимљиво и узбудљиво. А у средишту свих догађаја је Лудвиг и његова шала.
Једноставна шала често допринесе да боље упознамо један карактер него различите битке. Кроз ово дело Милана Кундере моћи ће да се сагледа читава епоха коју приказује роман, свакидашњи живот мушкараца и жена чија се имена не појављују у штампи, у енциклопедијама, а који утичу на превирања у свету.

### Структура дела
Кроз седам поглавља, писац описује своју биографију везану за последњих 18 година.
1. Први део: Лудвиг
2. Други део: Хелена
3. Трећи део: Лудвиг
4. Четврти део: Јарослав
5. Пети део: Лудвиг
6. Шести део: Костка
7. Седми део: Лудвиг, Јарослав, Хелена

### Судбина романаШала
У Чехословачкој су само два дела Милана Кундере публиковане до 1970. године Шала и збирка приповедака Смешне љубави. После тог периода повучене су из књижара и библиотека.

## Ликови
- Јан Лудвиг, главни лик романа
- Јарослав, Лудвигов друг
- Власта, супруга Јарослава
- Владимир, син Јарослава
- Луција, девојка за којом чезне главни лик
- Павел Земанек
- Хелена Земанек, Павелова супруга
- Јиндра Кадлечка, Хеленин техничар
- Костка, Лудвигов религиозни пријатељ